# Heimerdingen (Adelsgeschlecht)

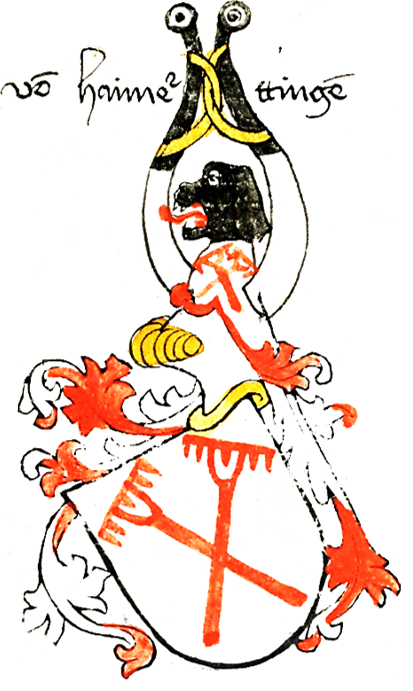
Wappen derer von Heimerdingen

Die Herren von Heimerdingen waren das Ortsadelsgeschlecht in Heimerdingen, einem heutigen Stadtteil von Ditzingen, in Baden-Württemberg.

## Geschichte
Die Familie war ein Zweig der Truchsessen von Waldeck und wird am 1. Februar 1258 mit dem Ritter Swigger von Heimerdingen, der als Zeuge eines Güterkaufs des Klosters Maulbronn auftrat, erstmals urkundlich erwähnt. Verwandtschaftliche bzw. Heiratsbeziehungen bestanden zu den Herren von Nippenburg, Mönsheim, Harder von Gärtringen und Gemmingen. Besitz hatten die von Heimerdingen außer in Heimerdingen selbst auch in Hochdorf am Neckar, Oßweil und Hirschlanden, wo ihnen 1395 ein Viertel des Dorfes gehörte. Größtes Besitztum war das später Hillersche Gut in Gärtringen, das sie möglicherweise durch eine Eheschließung erwarben. 1392 trugen sie es von der Grafschaft Württemberg zu Lehen.
Das Kirchlehen mussten sie 1316 an die Grafen von Württemberg abtreten, die um 1350 auch die Hälfte von Vogtei und Herrschaft über das Dorf Heimerdingen in Besitz hatten und bis 1462 den gesamten ehemals adeligen Besitz daselbst an sich brachten.
Die Familie von Heimerdingen ist wohl in der ersten Hälfte des 16. Jahrhunderts im Mannesstamm erloschen. Ulrich und Ludwig von Heimerdingen wohnten noch 1511 dem Beilager des Herzogs Ulrich von Württemberg bei. Letzte bekannte Vertreterinnen waren die Äbtissin Anna von Heimerdingen im adeligen Damenstift Oberstenfeld (um 1520) und die Nonne Margarete von Heimerdingen (um 1525).

## Wappen
Blasonierung: In Silber zwei kreuzweise gelegte, rote Heurechen. Auf dem Helm, zwischen zwei von Schwarz und Weiß geteilten Büffelhörnern mit goldenen, verflochtenen Bändern, ein Brackenkopf von Schwarz und Weiß geteilt. Der weiße Brackenhals mit den gekreuzten Rechen belegt. Die Helmdecken sind rot-silbern.

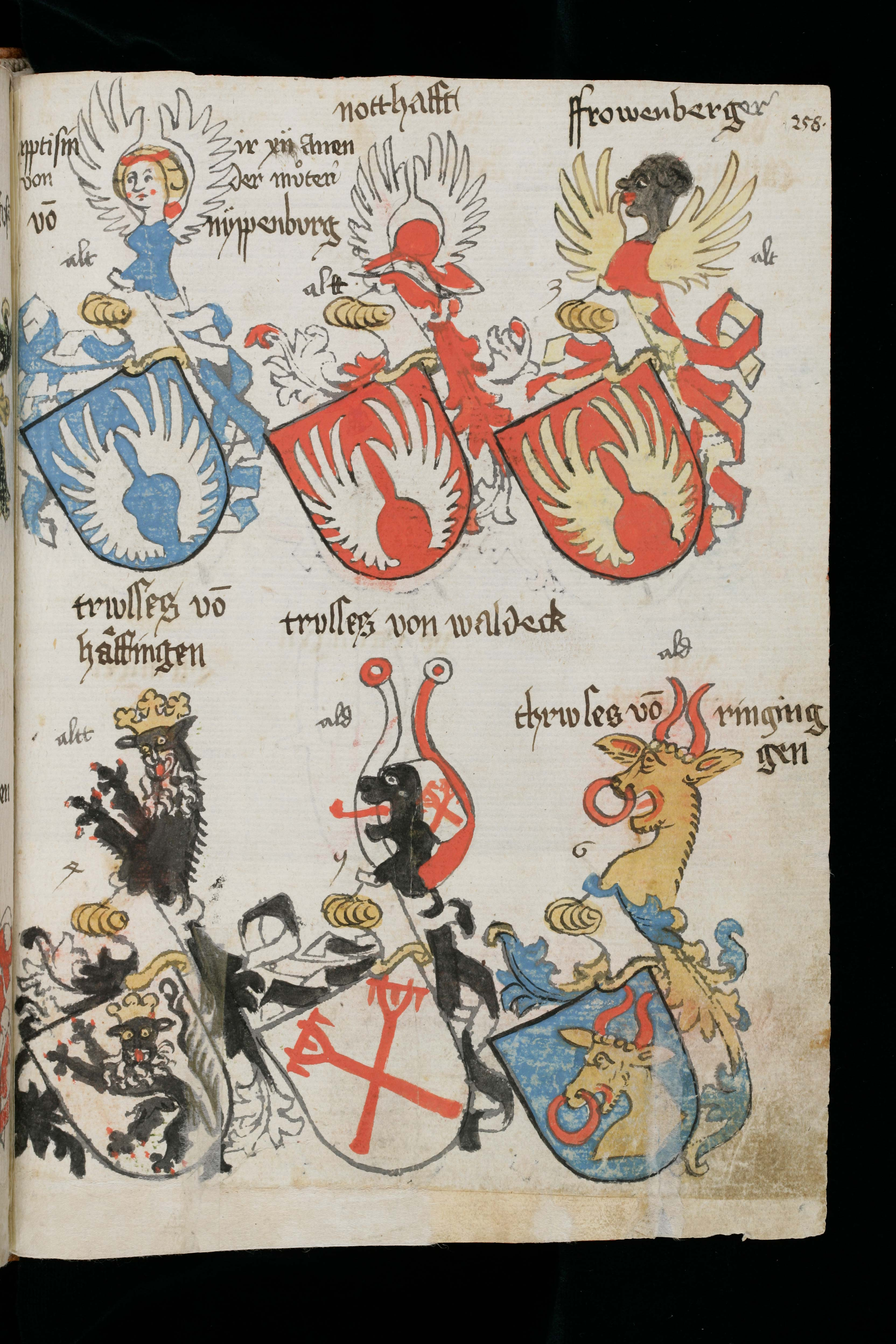
Wappen der stammverwandten Truchsesse von Waldeck im Codex Haggenberg
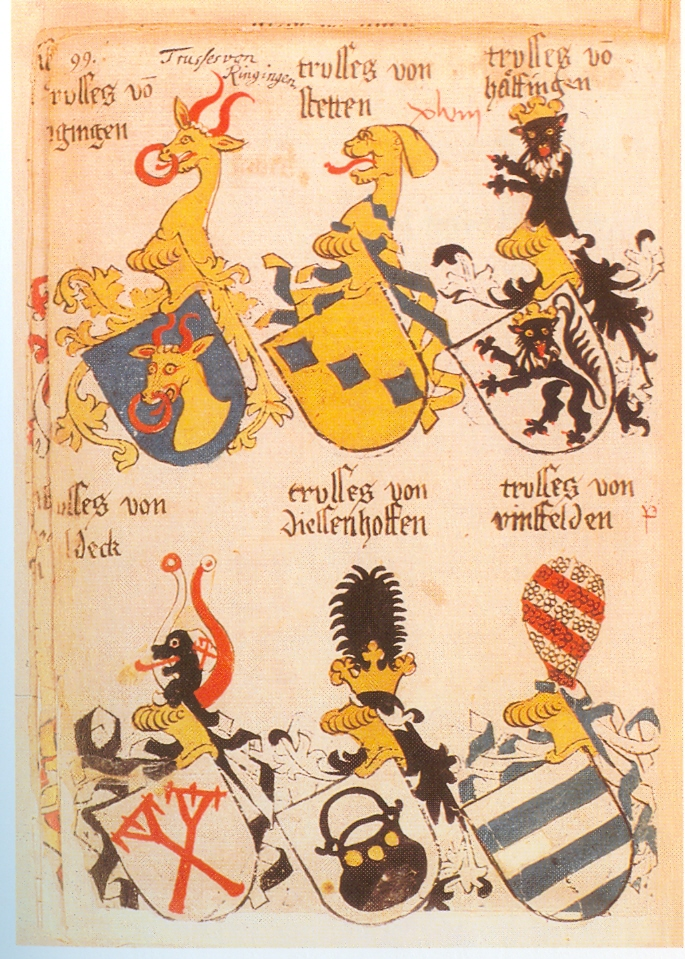
Wappen der Truchsess von Waldeck im Ingeram-Codex
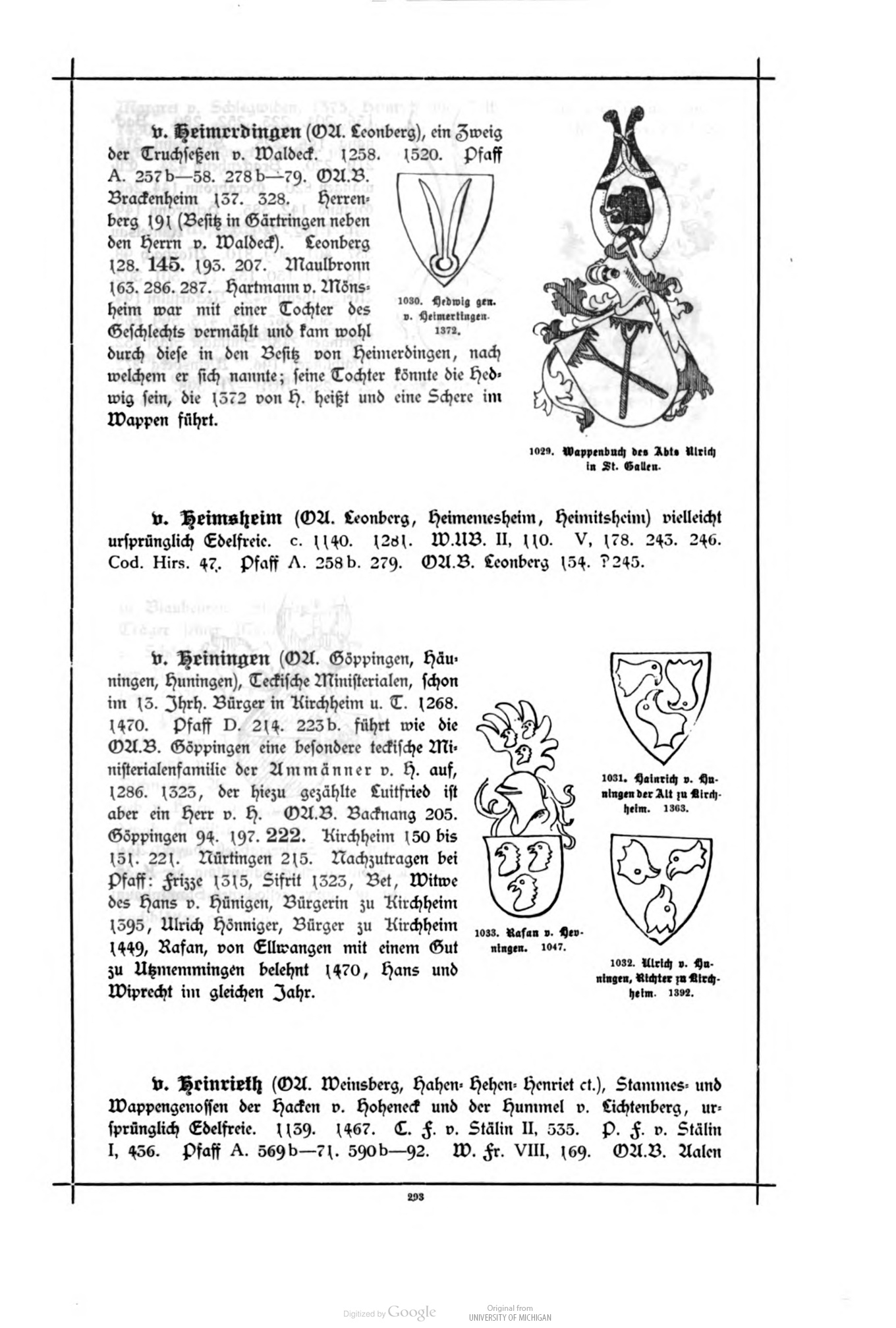
Wappen derer von Heimerdingen